# FC Oțelul Galați
Fotbal Club Oţelul Galaţi er en rumænsk fodboldklub fra byen Galaţi. De har siden 1991 spillede i den bedste rumænske række, Liga I. Klubben har fem gange kvalificerede sig til UEFA Cuppen, i 1998/99 sæsonen blev Galati slået ud af Vejle Boldklub i 2. kvalifikationsrunde til UEFA Cuppen, VB vandt samlet 6-0 .
Klubben vandt for første gang det rumænske mesterskab i 2010–2011 sæsonen, og kvalificerede sig direkte til gruppespillet i UEFA Champions League.

## UEFA Cup / UEFA Europa League
| Sæson   | Runde              | Land                   | Klub                | Hjemme | Ude   | Samlet              |
| ------- | ------------------ | ---------------------- | ------------------- | ------ | ----- | ------------------- |
| 1988–89 | Første runde       | Italien                | Juventus F.C.       | 1 – 0  | 0 – 5 | 1 – 5               |
| 1997–98 | Første kval. runde | Slovenien              | ND Gorica           | 4 – 2  | 0 – 2 | 4 – 4 (udebane mål) |
| 1998–99 | Første kval. runde | Republikken Makedonien | FK Sloga Jugomagnat | 3 – 0  | 1 – 1 | 4 – 1               |
| 1998–99 | Anden kval. runde  | Danmark                | Vejle Boldklub      | 0 – 3  | 0 – 3 | 0 – 6               |
| 2004–05 | Første kval. runde | Albanien               | KS Dinamo Tirana    | 4 – 0  | 4 – 1 | 8 – 1               |
| 2004–05 | Anden kval.runde   | Serbien og Montenegro  | FK Partizan         | 0 – 0  | 0 – 1 | 0 – 1               |
| 2007–08 | Anden kval. runde  | Bulgarien              | PFC Lokomotiv Sofia | 0 – 0  | 1 – 3 | 1 – 3               |

1. ↑  Navnet er anført på engelsk og stammer fra Wikidata hvor navnet endnu ikke findes på dansk.